# هانس موک

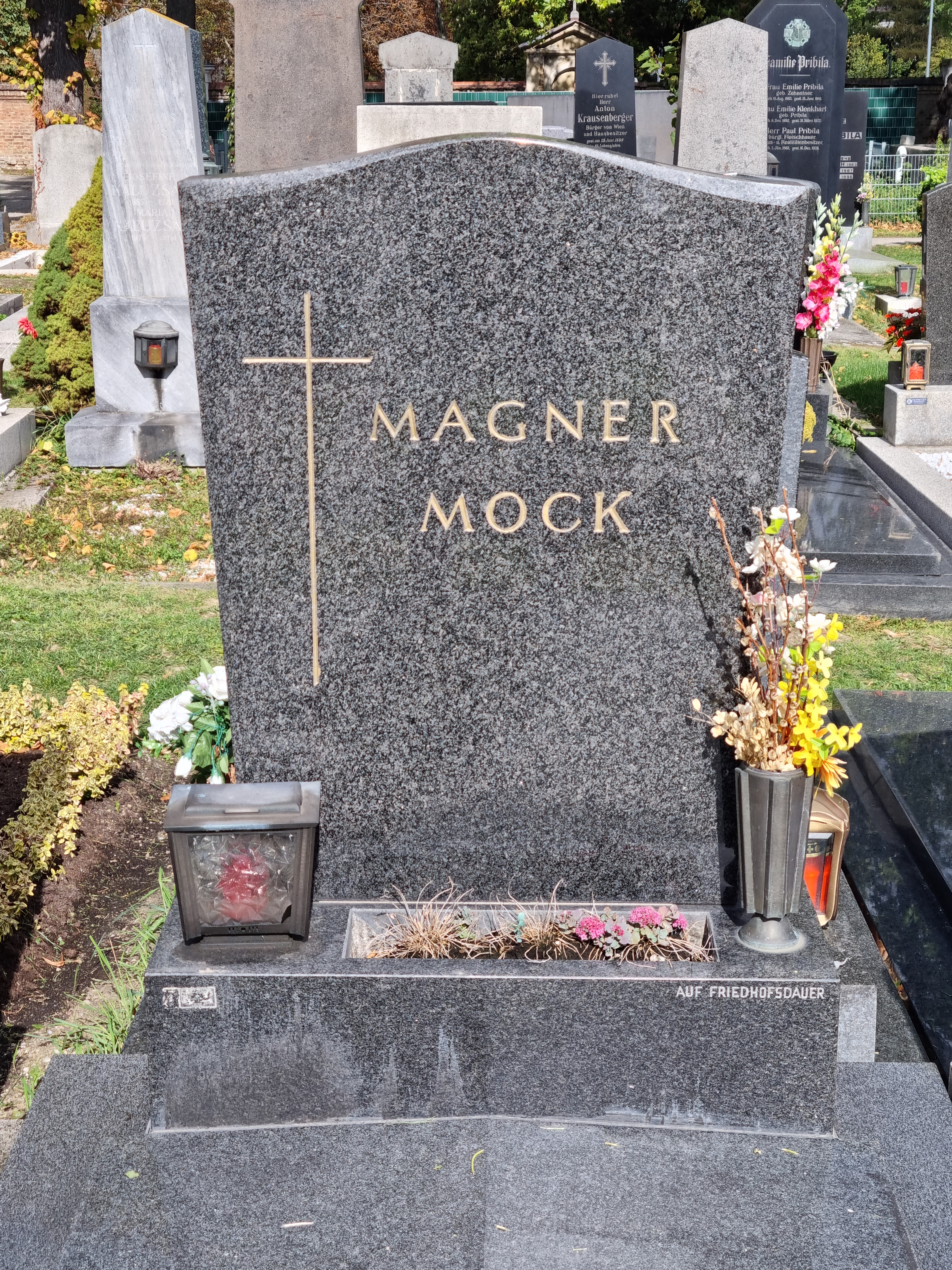
سنگ‌مزار «هانس موک»

هانس موک (به آلمانی: Hans Mock) بازیکن فوتبال و هافبک اهل آلمان است که از سال ۱۹۳۸ میلادی عضو تیم ملی فوتبال آلمان بوده‌است. وی در ۵ بازی ملی حضور داشته است و آخرین بازی ملی خود را در سال ۱۹۴۲ میلادی انجام داد. هانس موک در بازی‌های ملی‌اش گلی به ثمر نرساند.